# نيكلاس سومر
نيكلاس سومر (بالألمانية: Niklas Sommer) هو لاعب كرة قدم ألماني في مركز ظهير ‏، ولد في 2 أبريل 1998 في ديساو في ألمانيا. لعب مع في إف بي شتوتغارت الثاني.

## وصلات خارجية
- نيكلاس سومر على موقع قاعدة بيانات كرة القدم.إي يو (الإنجليزية)
- نيكلاس سومر على موقع Soccerway.com (الإنجليزية)
- نيكلاس سومر على موقع عالم كرة القدم.نت (الإنجليزية)